# Insurrection syrienne de 1945
L'insurrection syrienne de 1945  ou crise du Levant, a lieu en mai-juin 1945 lorsque la République syrienne demande la fin du mandat français en Syrie et le départ des troupes françaises. La politique française de répression de la résistance nationaliste syrienne entraîne des manifestations et des combats entre forces indépendantistes syriennes et soldats français, notamment lors du bombardement de Damas le 29 mai ; elle provoque un ultimatum britannique ; les troupes françaises doivent évacuer courant 1946 la Syrie, qui gagne son indépendance complète.
Il s'agit d'un épisode de la décolonisation française au Levant.

## Contexte: Mandat français en Syrie dès 1920

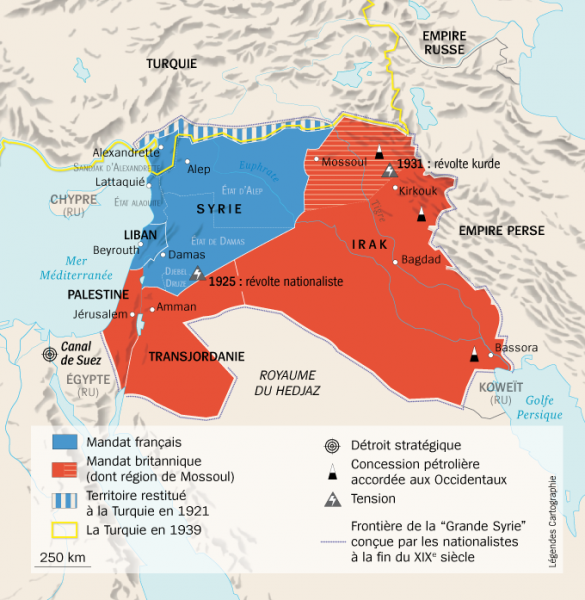
Carte du partage de l'Empire ottoman au Proche-orient, Traité de Sèvres de 1920 : la zone attribuée à la France est en bleu.

Dès 1916, Français et Britanniques projettent le dépeçage du Moyen-Orient dans le cadre des accords Sykes-Picot ; les Français s'attribuent alors le territoire syrien. La défaite des Empires centraux lors de la Première Guerre mondiale entraîne la Partition de l'Empire ottoman lors du traité de Sèvres le 10 août 1920. Les actuels États de Syrie et du Liban se retrouvent sous mandat français par l'autorité de la société des Nations, et l'Irak et la Palestine passent sous mandat britannique. La région contrôlée par la France est désignée l'État du Levant. Cette partition du Moyen-Orient avait été négociée par les accords secrets Sykes-Picot, signés dès le 16 mai 1916.

Cependant, Youssef al-Azmeh, un militaire nationaliste syrien, s'oppose au mandat français, se rebelle, et monte une armée de volontaires. Il meurt au combat lors de la Bataille de Khan Mayssaloun face à l'armée française du Levant le 24 juillet 1920. Le général Mariano Goybet remporte une victoire française décisive, qui permet aux troupes françaises d'entrer à Damas le lendemain. Le roi Fayçal Ier est chassé du pouvoir le 27 juillet, et l'éphémère royaume arabe de Syrie disparaît. Les Britanniques, pour garder une stabilité et maintenir leur influence avec le mandat britannique de Mésopotamie, lui propose le trône d'Irak, et il est couronné le 23 août 1921 et devient premier roi d'Irak.

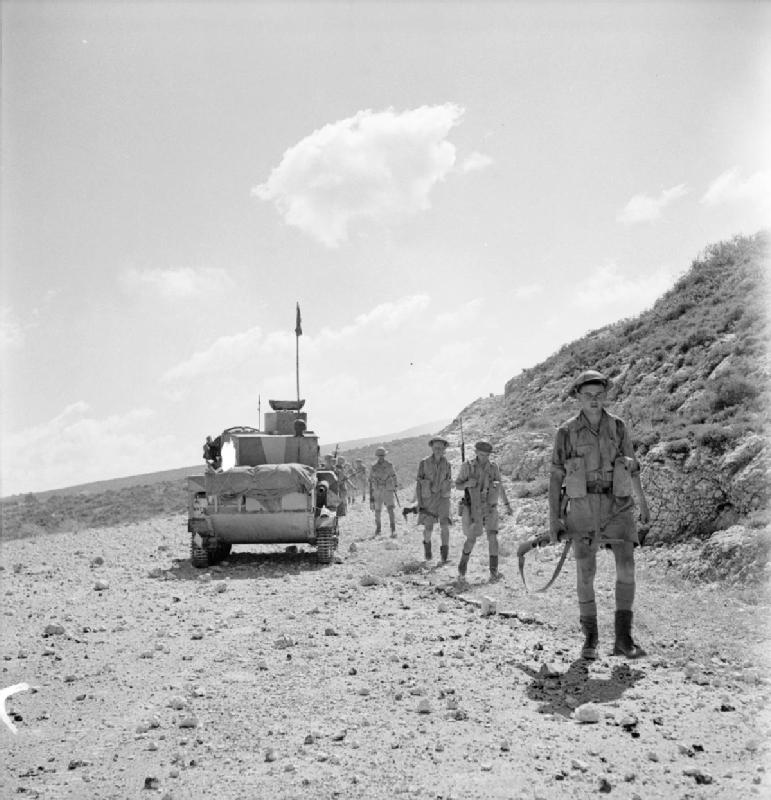
Campagne de Syrie (13 juin 1941)

Le 9 septembre 1936, les accords Viénot sont signés entre la France et la Syrie, à Paris, afin de prévoir une indépendance syrienne. Toutefois, la Seconde Guerre mondiale commence en 1939, et la France est envahie le 10 mai 1940 par l'Allemagne nazie, et signe l'armistice du 22 juin 1940. Le maréchal Philippe Pétain dirige désormais le régime de Vichy et, par extension, le Levant. Rapidement, les alliés et les Forces françaises libres reprennent toutefois le territoire lors de la campagne de Syrie du 8 juin au 14 juillet 1941, sous le commandement en chef de Henry Maitland Wilson avec une participation importante du Royaume-Uni et de ses anciens Dominions (l'Australie et l'Inde britannique)
Le général Henri Dentz, haut-commissaire de France au Levant luttant sans renforts, demande l'armistice, qui est signé le 14 juillet 1941 à Saint-Jean-d'Acre par Henry Maitland Wilson (pour le Royaume-Uni), Georges Catroux (pour les FFL) et Joseph de Verdilhac (pour l'État français). Les Syriens continuent de réclamer le départ des troupes françaises en manifestant[réf. nécessaire]. Le général Catroux est nommé délégué général de la France libre au Levant de 1941 à 1943 par Charles de Gaulle et reconnaît dès lors l'indépendance de la Syrie et du Liban. Jean Helleu lui succède en 1943 lorsque ce dernier part pour l'Algérie, et Paul Beynet obtient enfin le poste en 1944.
Tandis que la guerre continue en Europe, le Royaume-Uni demande aux Français de placer les troupes spéciales, l'embryon d'armées syrienne et libanaise, sous le contrôle direct des États. La France refuse, mais les Britanniques livrent fin 1944 2 200 fusils et revolvers à la gendarmerie syrienne, dont les effectifs passent pendant cette période de 5 000 à 7 000 hommes. Le président syrien Choukri al-Kouatli nomme à leur tête le colonel Abdulghani Kodmani.

## Crise en mai 1945

### Manifestations et émeutes syriennes

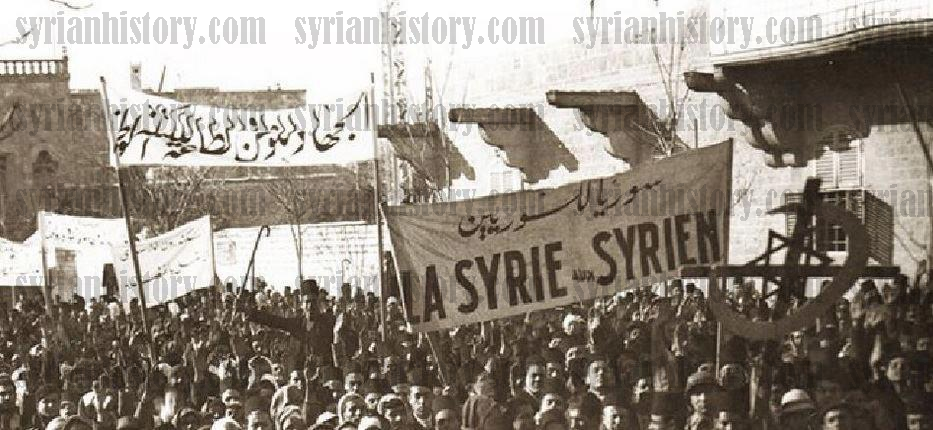
Manifestations syriennes contre le mandat français en 1940

Les manifestations en Syrie sont organisées en soutien au gouvernement syrien qui refuse de négocier des traités accordant à la France une position avantageuse dans le pays. Le général De Gaulle souhaitait avant tout garantir les intérêts économiques, culturels et stratégiques de la France. La Syrie et le Liban s'inquiètent d'une tutelle française toujours importante ; les tensions montent. Pour préserver ses intérêts, le général Beynet s'entretient à Beyrouth avec le ministre des Affaires étrangères libanais Henri Pharaon et le Premier ministre syrien Jamil Mardam Bey au début du mois de mai,. Il est chargé de retarder l'accès a l'indépendance des pays et a une vision négative du Proche-Orient, qu'il considère comme soumis ; mais est concurrencé par son homologue britannique, Edward Spears, qui tente de chasser les Français de la zone.
La crise commence le 19 mai 1945, des manifestations à Damas donnant lieu à des échauffourées près de l'Hôpital français de Damas, avec pour bilan une douzaine de blessés.
Le lendemain, des émeutes se déclenchent à Alep où des soldats français sont blessés. Le général Fernand Olive ordonne à la troupe d'ouvrir le feu. En quelques jours, les troubles gagnent Hama et Homs. A Hama, quatre-vingts morts sont dénombrés.

### Bombardement de Damas

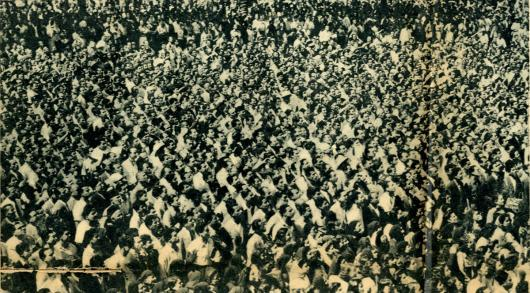
Manifestation à Beyrouth en solidarité avec les Syriens massacrés le 29 mai 1945

Le 29 mai, les troupes françaises de l'armée du Levant pénètrent dans le Parlement syrien pour en arrêter le président Choukri al-Kouatli et le président de la Chambre des députés Saadallah al-Djabiri, qui s'enfuient.
L'armée française coupe l'électricité du bâtiment puis le fait bombarder. Le même jour, elle ferme la frontière avec la Jordanie, l'Irak et le Liban. En moins de trois jours, 400 Syriens sont tués,. Damas est en partie détruite par les bombardements français.

### Intervention britannique

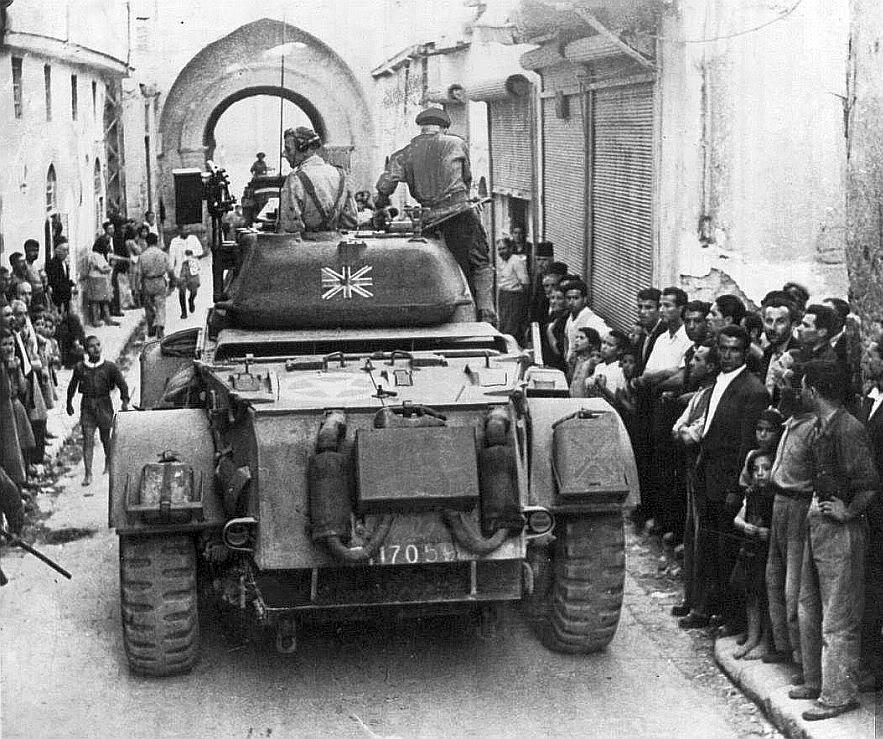
Un blindé britannique dans les rues de Damas.

Choukri al-Kouatli, qui s'est échappé, envoie une requête au Premier ministre britannique Winston Churchill pour lui demander d'intervenir en sa faveur. Churchill lui répond qu'il y est disposé mais il souhaite en même temps préserver sa relation avec De Gaulle.
Les forces britanniques dans la région sont alors constituées de la 9e armée (Royaume-Uni) stationnée en Transjordanie sous le commandement du général Bernard Paget.
Le Premier-ministre Syrien, Farès al-Khoury, alors à la Conférence de San Francisco, lance un appel au calme.
Le 31 mai, Churchill autorise le général Bernard Paget à pénétrer en territoire sous contrôle français, ce que celui-ci fait le lendemain, notamment avec la 31e division blindée. Le 2 juin, le général De Gaulle ordonne aux troupes françaises de cesser les affrontements avec les manifestants syriens et démet le général Olive.
Le général Paul Beynet, délégué général de la France libre au Levant, compare l'intervention britannique pour rétablir l'ordre à un « coup de poignard dans le dos », et le général De Gaulle y voit la manifestation des intérêts pétroliers britanniques au prix d'une trahison des intérêts français.
Le ministre des Affaires étrangères Georges Bidault convoque l'ambassadeur du Royaume-Uni en France, Duff Cooper, proteste contre l'intervention britannique, et la presse française accuse les Britanniques d'avoir armé les manifestants syriens.

## Bilan
Les pertes de l'armée du Levant sont de 34 tués et 30 blessés, et celles des troupes spéciales pro-françaises de 27 tués et 31 blessés. « Du côté syrien aucun chiffre réel ne fut publié, seul le chiffre de 2 000 morts fut évoqué. »

## Indépendance de la Syrie et du Liban
En octobre 1945, la communauté internationale reconnaît l'indépendance de la Syrie et du Liban, qui rejoignent alors l'Organisation des Nations unies.
Le 19 décembre 1945, un accord franco-britannique est signé, et les troupes françaises et britanniques se retirent du Liban au début 1946, les dernières troupes partant respectivement en avril et en juillet. Le 17 avril 1946, la Syrie devient un état indépendant.